# Bengalvävare
Bengalvävare (Ploceus benghalensis) är en sydasiatisk fågel i familjen vävare inom ordningen tättingar.

## Utseende
Bengalvävaren är en 15 centimeter lång fågel. I häckningsdräkt har hanen lysande gyllengul hjässa, vit strupe och nedanför ett svart band som skiljer den från den gulvita undersidan. Hane utanför häckningstid och honan har brun hjässa som resten av ovansidan och det svarta bröstbandet är inte lika utvecklat. Den har ett tydligt ögonbrynsstreck, en fläck bakom ögat och ett smalt blekgult mustaschstreck.

## Läten
Sången beskrivs som ett lågmält, upprepat "tsik tsik tsik" och lätet "chit chit".

## Utbredning och systematik
Fågeln förekommer i låglandet från Pakistan till Indiska halvön, Nepal och Bangladesh. Den har även etablerat en population i Qatar. Den behandlas som monotypisk, det vill säga att den inte delas in i några underarter.

## Levnadssätt
Bengalvävaren påträffas i jordbruksområden, vassrika kanter på grunda sjöar och dammar samt i vidsträckta och högväxta gräsmarker. Arten är liksom sina nära släktingar streckad vävare och bayavävare en kolonihäckande fågel med polygynt häckningsbeteende. Hanen bygger ensamt boet i en våtmark, liknande streckad vävare men något mindre och med kortare ingångsrör (upp till 25 cm). Under ett stadium i byggandet lägger hanen på fuktig lera eller komockor som han dekorerar med färgglada orange eller scharlakansröda kronblad (Lantana, Lagerstroemia).
Om en inspekterande hona verkar intresserad bugar han inför henne, visar sin gyllene hjässa, viftar med vingarna och sjunger ett mjukt tsi-tsisik-tsisik-tsik-tsik, liknande lätet från en syrsa eller ett osmörjt cykelhjul. Om honan övertygas och tillåter parning avslutar han snabbt boet och honan lägger sina tre eller fyra vita ägg däri. Hanen påbörjar omedelbart ett andra bobygge för att locka andra honor, ibland även ett tredje och sällsynt ett fjärde. Bon som inte accepteras av någon hona rivs ofta av bobyggaren själv.

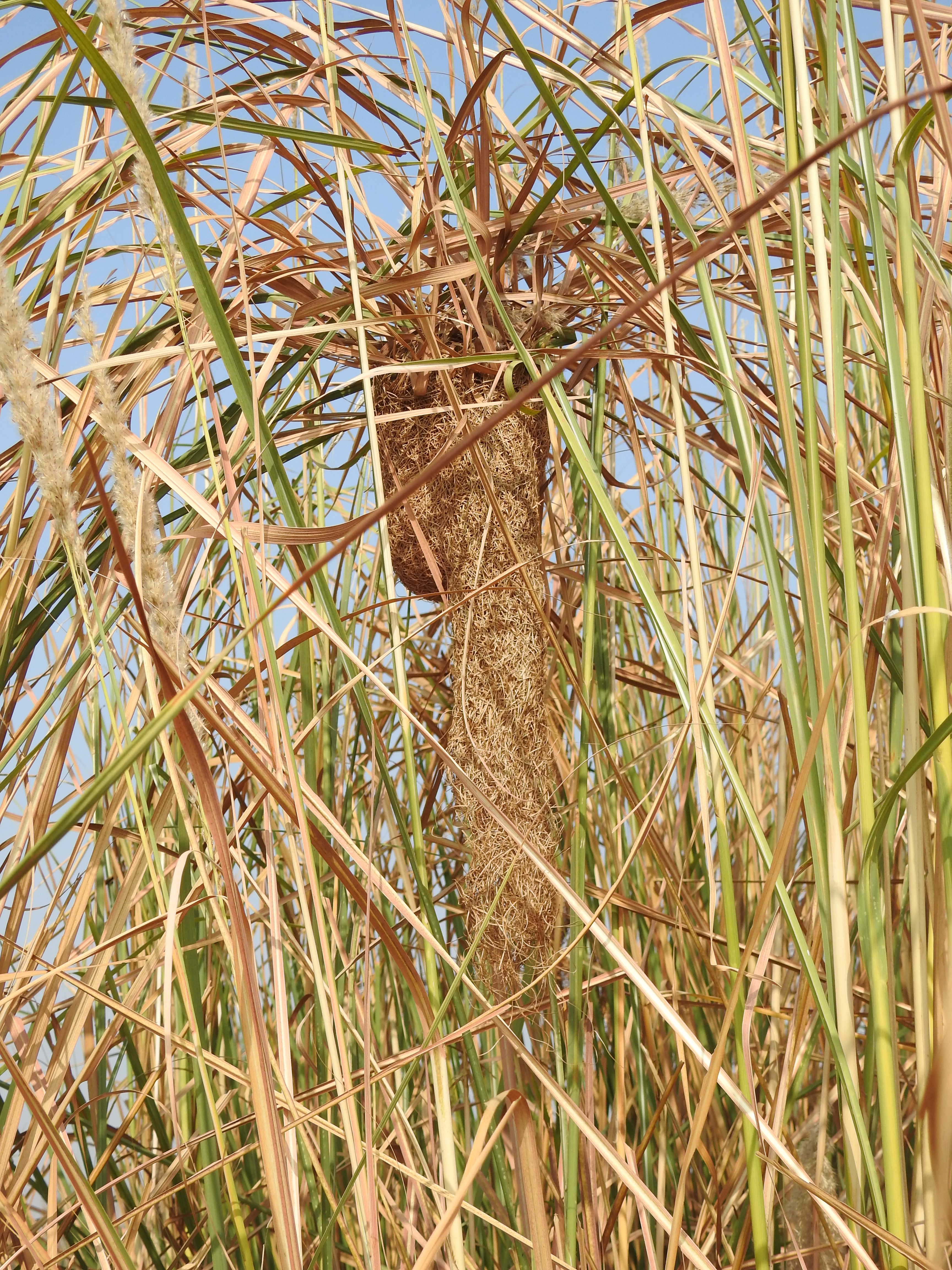
Bengalvävarens bo i Indien.

## Status och hot
Arten har ett stort utbredningsområde och en stor population med stabil utveckling och tros inte vara utsatt för något substantiellt hot. Utifrån dessa kriterier kategoriserar internationella naturvårdsunionen IUCN arten som livskraftig (LC). Världspopulationen har inte uppskattats men den beskrivs som lokalt vanlig.